# Cryptosporium caricis
Cryptosporium caricis är en svampart som beskrevs av Corda 1829. Cryptosporium caricis ingår i släktet Cryptosporium, divisionen sporsäcksvampar och riket svampar.   Inga underarter finns listade i Catalogue of Life.